# VGLL2
VGLL2 (англ. Vestigial like family member 2) – білок, який кодується однойменним геном, розташованим у людей на 6-й хромосомі. Довжина поліпептидного ланцюга білка становить 317 амінокислот, а молекулярна маса — 33 426.
| 10         |  | 20         |  | 30         |  | 40         |  | 50         |
| ---------- |  | ---------- |  | ---------- |  | ---------- |  | ---------- |
| MSCLDVMYQV |  | YGPPQPYFAA |  | AYTPYHQKLA |  | YYSKMQEAQE |  | CNASPSSSGS |
| GSSSFSSQTP |  | ASIKEEEGSP |  | EKERPPEAEY |  | INSRCVLFTY |  | FQGDISSVVD |
| EHFSRALSQP |  | SSYSPSCTSS |  | KAPRSSGPWR |  | DCSFPMSQRS |  | FPASFWNSAY |
| QAPVPPPLGS |  | PLATAHSELP |  | FAAADPYSPA |  | ALHGHLHQGA |  | TEPWHHAHPH |
| HAHPHHPYAL |  | GGALGAQAAP |  | YPRPAAVHEV |  | YAPHFDPRYG |  | PLLMPAASGR |
| PARLATAPAP |  | APGSPPCELS |  | GKGEPAGAAW |  | AGPGGPFASP |  | SGDVAQGLGL |
| SVDSARRYSL |  | CGASLLS    |  |            |  |            |  |            |

A: Аланін

C: Цистеїн

D: Аспарагінова кислота

E: Глутамінова кислота

F: Фенілаланін

G: Гліцин

H: Гістидин

I: Ізолейцин

K: Лізин

L: Лейцин

M: Метіонін

N: Аспарагін

P: Пролін

Q: Глутамін

R: Аргінін

S: Серин

T: Треонін

V: Валін

W: Триптофан

Задіяний у таких біологічних процесах, як транскрипція, регуляція транскрипції, альтернативний сплайсинг. 
Локалізований у ядрі.